# Dobrochov
Dobrochov (en allemand : Dobrochov) est une commune du district de Prostějov, dans la région d'Olomouc, en République tchèque. Sa population s'élevait à 357 habitants en 2023.

## Géographie
Dobrochov se trouve à 10 km au sud de Prostějov, à 26 km au sud-sud-ouest d'Olomouc et à 207 km à l'est-sud-est de Prague.
La commune est limitée par Vranovice-Kelčice au nord et au nord-est, par Hradčany-Kobeřice au sud, et par Otaslavice à l'ouest.

## Histoire
La première mention écrite de la localité date de 1131.

## Transports
Par la route, Dobrochov se trouve à 12 km de Prostějov, à 29 km d'Olomouc et à 256 km de Prague.